# Oxyrhynchos
Oxyrhynchos (lateinisch Oxyrhynchus; altägyptisch Per-medjed; heute Al Bahnasa nahe Sandafa, bei Bany Mazar) ist eine historische Stadt in Ägypten und eine bedeutende archäologische Grabungsstätte. Sie war seit der Saïtenzeit die Hauptstadt des 19. oberägyptischen Gaues.
Da man hier im Laufe des 20. Jahrhunderts kontinuierlich Grabungen vorgenommen hat und eine Vielzahl von Papyrus-Texten aus der hellenistischen, der römischen und der byzantinischen Epoche der ägyptischen Geschichte gefunden hat (Oxyrhynchus-Papyri), zählt Oxyrhynchos zu den wichtigsten Grabungsstätten in Ägypten. Unter den bereits gesichteten und veröffentlichten Papyrusfragmenten befinden sich zahlreiche zuvor nicht bekannte Werke der griechischen Antike, etwa von Archilochos und Menander, aber auch christliche Schriften, etwa das Thomasevangelium.

## Geschichte der Grabungsstätte

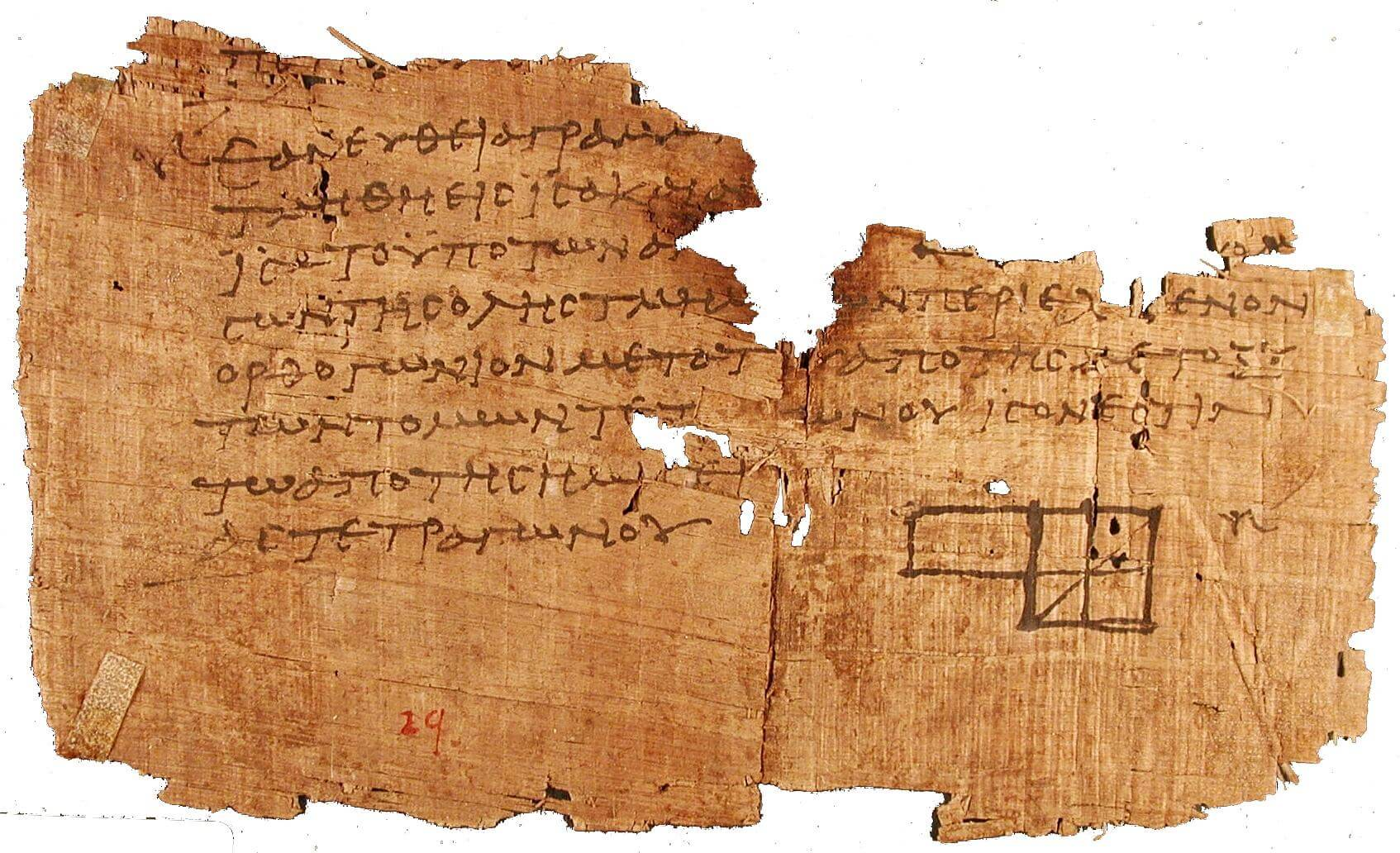
Oxyrhynchus Papyrus (P. Oxy. I 29), datiert auf die Zeit zwischen 75 und 125 n. Chr. Darauf eine der ältesten Darstellungen von Euklids Elementen.

Oxyrhynchos ist etwa 160 km südwestlich von Kairo und rund 11 km nordwestlich von Bani Masar gelegen, westlich des Hauptarms des Nils am Bahr Yusuf (Josefskanal). Der Josefskanal ist ein Nilarm, der im Moerissee und dem Fayyum-Becken endet. Zur Zeit des Alten Ägypten lag an derselben Stelle die Stadt Per-medjed, die aber erst mit der Eroberung durch Alexander den Großen 332 v. Chr. an Bedeutung gewann. Die griechischen Eroberer gründeten sie unter dem Namen Oxyrhynchon Polis („Spitznasen-Stadt“) neu. Der griechische Name leitet sich von einer im Fluss heimischen Fischart ab, dem Spitznasennilhecht (Mormyrus kannume), der den Ägyptern heilig war.
In hellenistischer Zeit war Oxyrhynchos eine prosperierende Stadt in der Region und die drittgrößte Stadt Ägyptens. Nach der Christianisierung Ägyptens wurde sie vor allem für die Vielzahl ihrer Klöster und Kirchen bekannt. Obwohl sie während der römischen und byzantinischen Zeit allmählich an Bedeutung zu verlieren begann, blieb Oxyrhynchos eine wichtige Stadt. Im Jahr 641 n. Chr. wurde Ägypten durch das arabische Reich der Kalifen erobert. In der Folge wurde das die Stadt versorgende Kanalsystem nicht mehr in Stand gehalten, sodass die Stadt an Bedeutung verlor. Dennoch fanden sich hier auch viele arabische Manuskripte.
Heute befindet sich dort die Stadt Al Bahnasa, die teilweise auf den Ruinen des antiken Oxyrhynchos errichtet wurde.
Über eintausend Jahre lang deponierten die Einwohner von Oxyrhynchos ihre Abfälle an mehreren benachbarten Orten außerhalb der Stadtgrenze. Dem Umstand, dass die Stadt an einem Kanal und nicht am Nil errichtet wurde, ist es zu verdanken, dass diese Müllablageplätze nicht regelmäßig bei Hochwasser überspült wurden. Als die Kanäle später trockenfielen, fiel auch der Grundwasserspiegel und stieg nie wieder auf das ursprüngliche Niveau an. Zudem regnet es in dem Gebiet westlich des Nils so gut wie nie, so dass die mit Sandschichten bedeckten Abfallhügel von Oxyrhynchos für fast eintausend Jahre ungestört, trocken und vergessen dalagen.
Zur Zeit der griechischen und römischen Herrschaft über Ägypten war Oxyrhynchos Hauptstadt und Verwaltungszentrum des Gaus Oxyrhynchites. Deshalb wurden in den Abfallhügeln auch große Mengen offizieller Unterlagen gefunden: Ergebnisse von Volkszählungen, Buchhaltungs- und Steuerunterlagen, Rechnungen, Quittungen, Zertifikate, Lizenzen aller Art und eine Vielzahl anderer Quellen zu administrativen, militärischen, religiösen, wirtschaftlichen und politischen Belangen. Büros wurden regelmäßig aufgeräumt, deren Unterlagen in Weidenkörben gesammelt und weggeworfen. Auch Papierabfälle von Privatleuten wurden gefunden.
Da Papyrus teuer war, wurde es oft wiederverwendet. Ein Dokument kann beispielsweise auf der Vorderseite Rechnungen und auf der Rückseite den Homer-Text eines Schulkindes enthalten. Auch durch Abschaben der oberen Schichten eines Papyrus konnte er wiederverwendet werden (Palimpsest).
Aus den Papyri von Oxyrhynchos lässt sich deshalb sehr umfassend das damalige Leben in der Stadt und die Zivilisation insgesamt rekonstruieren.
Der Bereich der eigentlichen Stadt Oxyrhynchos wurde nie ausgegraben, da darauf weitgehend die moderne ägyptische Stadt steht. Man geht davon aus, dass sich eine Vielzahl öffentlicher Gebäude in Oxyrhynchos befunden haben muss, darunter zwei kleinere Häfen, ein Theater für bis zu elftausend Zuschauer, ein Hippodrom, vier öffentliche Bäder und ein Gymnasion. Letzteres stellte während der hellenistischen und römischen Periode ein bedeutendes Zentrum für das kulturelle und soziale Leben der Stadt dar. Die Existenz vieler Militärgebäude, etwa Kasernen, ist sehr wahrscheinlich, da man weiß, dass in der Stadt während der römischen und byzantinischen Zeit eine Militärgarnison unterhalten wurde. Auch weiß man von Tempeln für die Götter Zeus-Amun, Hera-Isis, Serapis, Atargatis-Bethnnis und Osiris, neben griechischen Tempeln für die Götter Demeter, Dionysos, Hermes und Apollon, sowie römischen Tempeln für die Götter Jupiter und Mars. In der christlichen Ära war Oxyrhynchos Bischofssitz, und auch heute noch gibt es in der Stadt alte koptische Kirchengebäude.

## Ausgrabungen in Oxyrhynchos

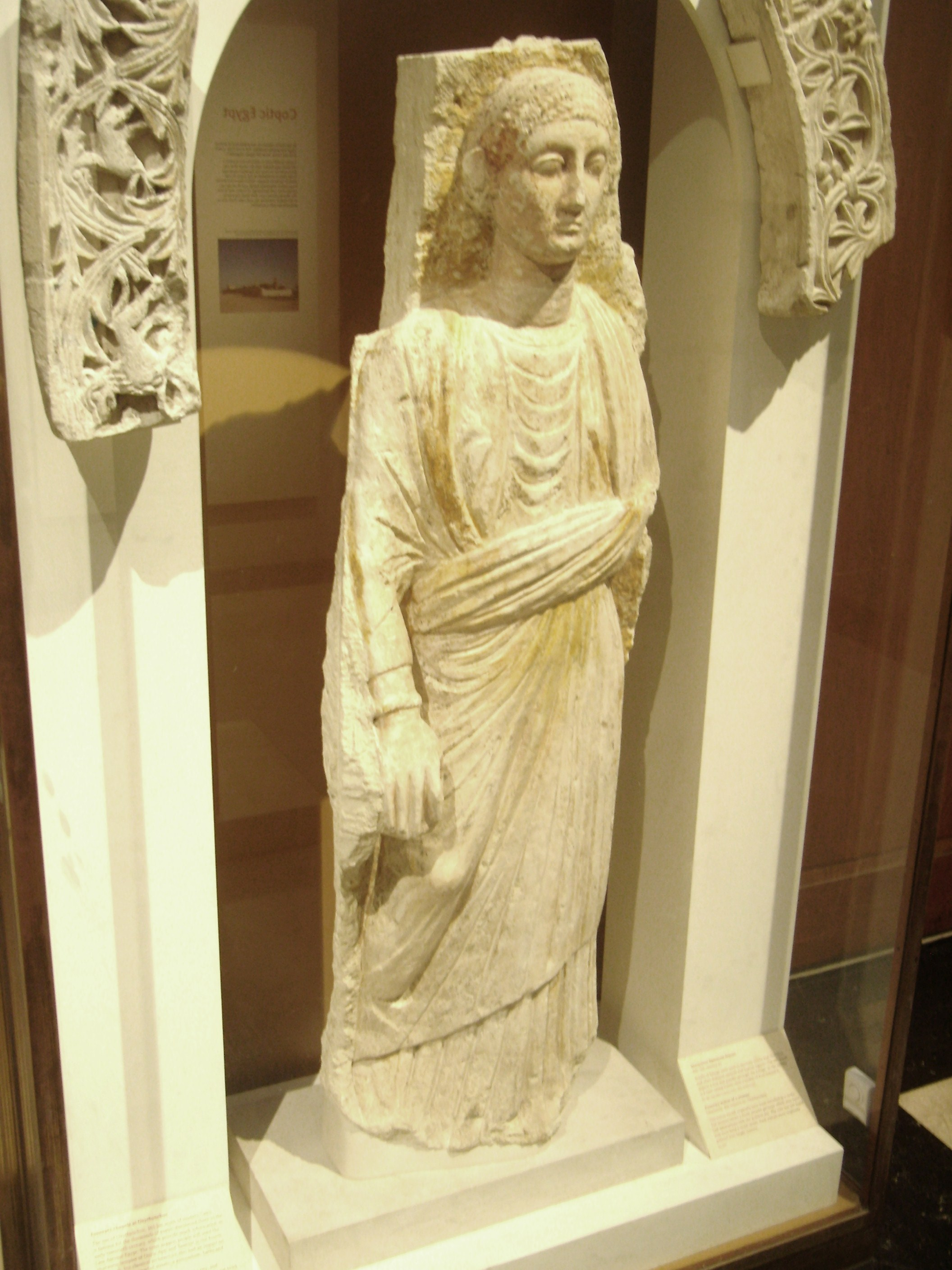
Grabskulptur aus Oxyrhynchos

Im Jahr 1882 war Ägypten offiziell noch Teil des Osmanischen Reiches, de facto aber unter britischer Herrschaft, und britische Archäologen begannen mit der systematischen Erkundung des Landes. Da Oxyrhynchos keine altägyptische Stadt von größerer Bedeutung gewesen war, dauerte es bis 1896, bis die beiden jungen Papyrologen Bernard Pyne Grenfell und Arthur Surridge Hunt damit begannen, hier zu graben. Grenfell schrieb: „Mein erster Eindruck bei der Untersuchung der Grabungsstätte war nicht sehr vielversprechend, die Müllhaufen waren nicht mehr als Müllhaufen.“ Sehr bald wurde ihnen aber klar, was sie hier gefunden hatten. Die einzigartigen Umstände des Ortes in Kombination mit dem Klima führten dazu, dass in Oxyrhynchos ein unvergleichliches Archiv über die antike Welt verblieben ist. „Der Fluss der Papyri wurde bald zu einem reißenden Strom“, erinnerte sich Grenfell. „Man konnte lediglich mit einem Schuh die Erdschicht entfernen und konnte häufig eine neue Schicht öffnen.“
Beide waren Fellows am Queen’s College der University of Oxford und als klassisch erzogene Engländer vor allem an klassischer Literatur interessiert. Sie hofften, verlorene Theaterstücke, Geschichten und philosophische Abhandlungen antiker Athener zu finden. Sie wussten, dass Aristoteles’ Der Staat der Athener 1890 auf ägyptischen Papyri entdeckt worden war, und die Hoffnung auf weitere solche Funde trieb sie und ihre Nachfolger beim Durcharbeiten durch Berge von Müll während des nächsten Jahrhunderts an.
Oxyrhynchos war eine gewöhnliche Gauhauptstadt und kein Zentrum der Gelehrsamkeit. Die meisten ihrer Bewohner hatten wenig Interesse an Literatur und Philosophie. Zudem waren Abschriften der Klassiker in der Antike selten und teuer, und es ist deshalb sehr unwahrscheinlich, dass solche Werke den Weg auf die Müllhügel gefunden haben. Deshalb wurden bislang kaum literarische Werke gefunden, die meisten waren Kopien der bekannten Standardwerke wie solche von Homer, auf denen die hellenistische Ausbildung aufbaute.
Von den vielen tausend Papyri, die man bei Oxyrhynchos bislang ausgrub, zählten nur rund zehn Prozent zur Literatur. Der Rest bestand aus öffentlichen und privaten Dokumenten. So wurden etwa Teile des Archivs der spätrömischen Familie der Apionen gefunden, das für die Rekonstruktion der spätantiken Wirtschafts- und Sozialgeschichte bedeutend ist. Trotzdem fanden Grenfell und Hunt genug, um ihre Hoffnung aufrechtzuerhalten, mehr zu finden. Im ersten Jahr der Grabungen fanden sie Teile einiger verlorener Stücke von Sophokles, wie die Ichneutae und viele andere Bücher und Fragmente, darunter auch Teile eines vermuteten unbekannten christlichen Evangeliums. Diese Entdeckungen fanden öffentliche Aufmerksamkeit, und Grenfell und Hunt sandten Artikel und Fotos an Zeitungen in Großbritannien, in denen sie die Bedeutung ihrer Arbeit unterstrichen; dies in der Hoffnung auf Spenden, um ihre Ausgrabungen fortzusetzen.
Abgesehen von den Jahren des Ersten Weltkrieges widmeten Grenfell und Hunt den Rest ihres Lebens den Grabungen in Oxyrhynchos. Jeden Winter, wenn das Klima für die Engländer angenehmer wurde, überwachten sie Hunderte ägyptischer Arbeiter, die die Abfallgruppen durchsuchten und eng gepackte Stapel von Papyri vermischt mit Erde ausgruben. Die Funde wurden gesichtet, teilweise gereinigt und zu Grenfell und Hunts Basis in Oxford verschickt. Während des Sommers reinigten sie die Funde, sortierten und übersetzten sie. Sie verglichen die Funde des Jahres und setzten komplette Texte aus den Dutzenden von Fragmenten und Auszügen zusammen. 1898 veröffentlichten sie erste Ergebnisse ihrer Funde. Sie arbeiteten eng zusammen und sahen die Arbeit des anderen durch; die Ergebnisse veröffentlichten sie gemeinsam. 1921 erkrankte und 1926 verstarb Grenfell. Hunt arbeitete mit anderen weiter an den Funden, bis zu seinem Tod 1934.
Als der Ägyptologe William Flinders Petrie 1922 Oxyrhynchos besuchte, fand er die Reste von Kolonnaden, Reste des Theaters und Teile der Nekropole; heute ist davon nur noch eine einzige Säule erhalten, alles andere wurde als Baumaterial für moderne Gebäude verwendet. Trotzdem gab und gibt es immer wieder Grabungen im Stadtgebiet. Zwischen 1928 und 1932 grub Evaristo Breccia einige Häuser der Stadt aus. 1982 wurden Grabungen im eigentlichen Stadtgebiet vom ägyptischen Antikendienst durchgeführt. Von 1985 bis 1987 grub hier auch eine kuwaitische Mission, die ihre Arbeit aber vor allem auf die mittelalterliche Stadt konzentrierte. Seit 1992 arbeitet hier eine katalanische Grabungsmission. Von diesen Arbeiten im Stadtgebiet ist leider wenig publiziert, so dass man sich nur schwer ein Bild von den erzielten Ergebnissen machen kann.
Die Stadt gilt als Fundort von zahlreichen spätantiken Grabskulpturen, die allerdings meist bei illegalen Raubgrabungen zum Vorschein kamen.

## Funde in Oxyrhynchos

### Griechische Literatur
In Oxyrhynchos konnten etliche wichtige griechische Texte ausgegraben werden. Darunter waren Gedichte von Pindar, Fragmente der Sappho und des Alkaios, neben größeren Teilen von Alkman, Ibykos und Korinna. Ein bedeutender Teil von Sophokles Ichneutai wurde ebenso gefunden wie Teile von Euripides’ Hypsipyle und größere Teile von Komödien von Menander. Neben literarischen Werken fand man auch das vermutlich älteste und vollständigste Diagramm von Euklids Elementen der Geometrie. Ein weiterer bedeutender Fund ist das Geschichtswerk Hellenika Oxyrhynchia, dessen Verfasser bislang nicht einwandfrei identifiziert werden konnte, obwohl mehrere Autoren erwogen wurden (u. a. Kratippos von Athen und Theopompos). Eine Biographie des Euripides von Satyros von Kallatis wurde ebenso ausgegraben wie eine Epitome einiger der verlorenen Bücher des Titus Livius, eines der wichtigsten lateinischen Historiker.
Im April 2005 gab die Universität Oxford bekannt, ihr Gemeinschaftsprojekt mit der Brigham Young University in Utah, das eine aus der Satellitenbildaufbereitung entwickelte Infrarot-Technologie verwendet, sei äußerst erfolgreich. Es sei gelungen, viele bisher vermisste, unvollständige oder unbekannte Werke von Autoren wie Sophokles, Lucan, Euripides, Hesiod, Ovid, Aischylos und Archilochos lesbar zu machen. Vermutlich werden auch Werke aus der christlichen Frühkirche nun zugänglich. Die Wissenschaftler hoffen einen Großteil der ca. 400.000 bisher unleserlichen antiken Texte im Besitz der Bibliothek der Universität von Oxford, darunter 100.000 aus Oxyrhynchos, lesbar machen zu können. Begeisterte Altphilologen sprechen bereits vom „Heiligen Gral der Antike“ und vom Beginn einer „zweiten Renaissance“.
Der klassische Autor, der bisher sozusagen am meisten von den Funden in Oxyrhynchos profitiert hat, war der Athener Bühnenschriftsteller Menander (342–291 v. Chr.), dessen Komödien in hellenistischen Zeiten sehr beliebt waren und die deshalb auch sehr häufig in Papyrusfragmenten gefunden werden konnten. Zu den Stücken Menanders, die man ganz oder teilweise fand, zählen Misoumenos, Dis Exapaton, Georgos, Epitrepontes, Karchedonios, Kolax, Leukaia, Perinthia und Samia. Gerade die Stücke, die in Oxyrhynchos gefunden wurden, sind für den Bedeutungszuwachs verantwortlich, den Menander unter Altphilologen und Fachleuten für griechisches Theater verbuchen kann – das hängt auch mit seinem gegenüber den Dramatikern früherer Jahrhunderte wesentlich gefälligeren Schreibstil zusammen.

### Frühchristliche Texte
Unter den christlichen Texten, die man in Oxyrhynchos bislang gefunden hat, nimmt das Thomasevangelium (Papyrus Nr. 655) eine herausragende Stellung ein. Es ist auch unter dem Namen Worte Jesu bekannt und stammt vermutlich aus dem zweiten oder dritten Jahrhundert nach Christus. Man geht allerdings davon aus, dass es auf eine viel ältere mündliche Überlieferung aus der Mitte des ersten Jahrhunderts nach Christus zurückgeht. Einzelne Wissenschaftler sehen in Teilen des Thomasevangeliums authentische Überlieferungen des Lebens Jesu bewahrt. Auch christliche Randgruppen glauben im Gegensatz zur verbreiteten Lehrmeinung der offiziellen Kirchen, dass dieses Evangelium Traditionen und Elemente aus Jesu Leben sehr viel echter beschreibt, als es durch die kanonischen Texte des Neuen Testaments geschieht.
Andere Texte aus Oxyrhynchos beinhalten die Apokalypse des Baruch (Kapitel 12–14 aus dem vierten oder fünften Jahrhundert, Papyrus Nr. 403) das Hebräerevangelium (drittes Jahrhundert, Papyrus Nr. 655), Der Hirte des Hermas (drittes oder viertes Jahrhundert, Papyrus Nr. 404) und ein Werk von Irenäus (drittes Jahrhundert, POxy 405). Es wurden außerdem viele frühchristliche Lieder, Gebete und Briefe gefunden. Zu den ältesten frühchristlichen Texten gehört der Papyrus Nr. 840, gefunden 1905. Er enthält ein beidseitig beschriebenes Pergamentblatt von weniger als 63 Quadratzentimetern Größe, das wohl zu einem kleinen Kodex gehörte, der eingerollt als Amulett um den Hals getragen wurde. Er beschreibt auf 45 Zeilen einige Episoden von Jesu Auftreten in Jerusalem, darunter ein Streitgespräch mit dem Hohenpriester über die Reinheitsgebote. Dieser belehrt Jesus über die Waschungen, die seine Jünger nicht vollzogen hätten, worauf dieser über ihn und alle Blinden einen Weheruf anstimmt, da er nicht sehe, dass äußere Reinheit mit innerer Bosheit einhergehen könne. Der stark zerstörte Schluss sprach wahrscheinlich von der Taufe als Reinigung von allen Sünden. Joachim Jeremias datierte diesen Text in das 1. Jahrhundert und nahm an, dass er parallel oder sogar vor dem ältesten bekannten Evangelientext, dem Evangelium nach Markus, entstanden sein kann.

## Aktuelle Grabungen
Die Grabungen in Oxyrhynchos laufen seit den 1930er Jahren, nur unterbrochen durch den Zweiten Weltkrieg und die Sueskrise 1956. In den letzten 20 Jahren wurde sie vom Oxforder Professor Peter J. Parsons geleitet. Seit 1898 wurden 69 Bände (zuletzt 2005) der Reihe The Oxyrhynchus Papyri von der Universität Oxford und der Egyptian Exploration Society veröffentlicht – diese Bände sind inzwischen unersetzliches Grundlagenmaterial für alle Ägypten-Forschungen zwischen dem 4. Jahrhundert v. Chr. und dem 7. Jahrhundert n. Chr. Auch für Studien zur frühchristlichen Kirche sind sie von essentieller Bedeutung, da in Oxyrhynchos christliche Dokumente in viel ursprünglicheren Versionen als an anderer Stelle gefunden wurden. Da jedoch erst 5.000 der schätzungsweise 400.000 in Oxyrhynchos gefundenen Papyrusfragmente veröffentlicht wurden, ist davon auszugehen, dass noch Dutzende weitere Bände der Oxyrhynchus Papyri in den nächsten Jahrzehnten erscheinen werden.
Seit den Tagen von Grenfell und Hunt haben sich die Erwartungen an die Funde verändert. Nicht mehr um die Entdeckung verlorener großer Literatur, sondern um ein tieferes Verständnis des sozialen, wirtschaftlichen und politischen Lebens in der Antike geht es. Viele Arbeiten über ägyptische und römische Sozial- und Wirtschaftsgeschichte und über die Geschichte des Christentums wären ohne die in Oxyrhynchos gefundenen Dokumente nicht möglich gewesen.
1966 wurden die Ausgrabungen in Oxyrhynchos und die Veröffentlichung der Papyri formal von der British Academy übernommen. Dort werden sie als Hauptforschungsfeld gemeinsam von der Universität Oxford und dem University College London unter Leitung von Peter Parsons betreut. Bis 1999 kamen die Mittel für die Grabungen von der British Academy, seitdem werden sie bis 2005 vom britischen Rat für Geisteswissenschaften und Kunst gefördert. Die Papyri sind heute zusammen mit den Indizes, Archiven und photographischen Aufnahmen in der Oxforder Bodleian Art, Archaeology and Ancient World Library untergebracht. Rund 2000 Stücke wurden bisher unter Glas gerahmt, der Rest in Kisten gelagert.
Der Schwerpunkt des Projektes liegt heute primär auf der Veröffentlichung des großen Materialarchivs: Bis 2003 wurden rund 4700 Funde übersetzt, bearbeitet und herausgegeben. Es ist vorgesehen, jedes Jahr ungefähr einen Band der Materialien zu veröffentlichen. In jedem Band wird ein weites Spektrum an Themen veröffentlicht. Zu den Redakteuren zählen nicht nur etablierte Wissenschaftler, sondern auch Studenten der Papyrologie und Doktoranden.

## Texte
- The Oxyrhynchus Papyri. Egypt Exploration Society, London 1898 ff., ISSN 0306-9230. Die Bände erscheinen 2009 im Rahmen der Reihe Graeco-Roman memoirs. hier: Band 73 (LXXIII).
  - Links zu frei verfügbaren Digitalisaten siehe Oxyrhynchus Papyri#Weblinks